# Афэуорк Тэкле
Афэ́уорк Тэ́кле (Афеворк Текле, амх. አፈወርቅ ተክሌ; 22 сентября 1932 — 10 апреля 2012) — эфиопский скульптор, живописец, график и дизайнер. Первый африканский художник, получивший звание Почётного члена Академии художеств СССР (1983).

## Биография
Родился 22 сентября 1932 года в г. Анкобэре в Шоа.
Окончил Центральную школу искусств и ремёсел в Лондоне и факультет изящных искусств (Slade School of Fine Art) Лондонского университета в 1954 году.
С 1983 года является почётным членом Академии художеств СССР. С 1992 года — почётный член Российской академии художеств.
Учредил свою студию при Эфиопской национальной библиотеке.

## Творчество
Работы в жанре акварели, пейзажи, портреты-аллегории, иллюстрации к книгам и монументальные росписи. Известнейшая работа — Дом Африки в Аддис-Абебе, строительство которого велось с 1961 по 1963 год. Соединяя в своих произведениях монументальность композиции с интенсивной декоративностью колорита, художник создаёт живописные портреты-аллегории и пейзажи, акварели, книжные иллюстрации, обращается к оформительскому и монументально-декоративному искусству (витражи в Доме Африки в Аддис-Абебе, 1961—1963), занимается скульптурой (конный монумент Раса Маконнена в Аддис-Абебе, бронза, 1960-е гг.).
Значительное место в творчестве Тэкле занимает тема борьбы африканских народов за независимость.
Основные творческие работы А. Тэкле:
- цветные витражи для Дома Африки в Аддис-Абебе,
- монументальное полотно «Свобода Эфиопии» (6 частей, 1977—1979),
- стенная роспись «Победа Эфиопии» (1974, роспись в музее Эфиопского центра в Дебре Зайте),
- декоративная роспись собора Св. Георгия в Аддис-Абебе (фрески и мозаики),
- витражи для Военной академии в Хараре и бронзовый монумент в Хараре,
- композиция «Страшный суд» в соборе города Адиграта (Тиграй);
- станковые работы: «Африканское освободительное движение», «Основы африканской цивилизации», «Дух Африки», «Единство Африки», «Памятники африканской культуры», «Цветок мескаля», серия «Защитники страны», «Дань уважения Патрису Лумумбе из Конго» (1960), «Портрет Кваме Нкрумы — первого президента Ганы» (1963), «Стремление к высшему» (1975), «Труженицы Эфиопии» (1978), «Голуби мира», «Эфиопская Нефертити», «Портрет матери».

## Награды и премии
- Национальная премия в области искусства 1964 г. за выдающиеся рисунки, картины, пейзажи, портреты.
- Римская премия 1955 г.
- Золотая медаль за успехи в изящном искусстве на африканском фестивале 1977 г. в Алжире за триптих «Единство» (1974—1976).
- Сенегальский орден «За заслуги» на 1-м негритянском фестивале искусств 1965 г.
- Болгарский орден Кирилла и Мефодия (1988).
- Орден за достижения в искусстве (Франция, 1970).
- Большой орден за заслуги в искусстве (Египет, 1974).
- Кавалер ватиканского ордена Св. Сильвестра за большие достижения в африканском искусстве (1978).